# Dalandzadgad
Dalandzadgad (Даланзадгад med mongolisk kyrillisk skrift) är huvudstaden i provinsen Ömnögobi i Mongoliet. Den ligger cirka 540 kilometer söder om landets huvudstad Ulan Bator. 